# 朱儁
朱 儁（しゅ しゅん、? - 195年）は、中国後漢末期の武将、政治家。字は公偉。揚州会稽郡上虞県（浙江省紹興市上虞区）出身。子は朱符・朱皓。『後漢書』に伝がある。資治通鑑では硃俊とつくる。

## 略歴
幼い時は早くして父を亡くしたため貧しく、母が内職をして生活を支えた。親孝行で評判となり、義を好み財に執着しなかったため、県の門下書佐となった。同郡の周規という者が三公の招聘を受けて上洛するにあたり、金品が不足したため、母の財産をこっそり持ち出し、周規に渡した。母には責められたが、小さな損失が大きな利益につながるのだと弁明した。
県長の度尚に推挙され、韋毅が太守の時代に郡に仕えるようになり、尹端が太守の時代には主簿となった。尹端は賊の許昭の討伐に失敗し、揚州刺史臧旻の上奏により死刑にされそうになるが、朱儁は密かに京師に行き、役人に賄賂を贈り、上奏文の内容を訂正させることに成功したため、尹端は労役刑に減刑された。尹端は刑を減じられたことを喜んだものの、誰の仕業によるものかはとうとう分からなかった。
徐珪が太守の時代に孝廉に推挙され、蘭陵県令となる。蘭陵での働きぶりが、東海国の相の目に止まり、中央に報告された。交趾の反乱が長引いており、178年、交趾の賊徒・梁龍と南海太守の孔芝が叛いた。そこで朱儁は交州刺史に抜擢され、鎮圧に当たることになった。朱儁は故郷の会稽で五千の兵を集め、十分な偵察をした上で、交趾へ二方面から堂々進軍し、敵の士気をくじいた上で、交州七郡の兵力を結集し、反乱の首領の梁龍を斬って乱を平定した。この功で千五百戸の都亭侯に封じられ、中央に召されて諫議大夫となる。
184年、黄巾の乱が起こると右中郎将に任命され、左中郎将の皇甫嵩らと各地を転戦、平定し、西郷侯と鎮賊中郎将に任じられる。この時、同じ揚州出身の孫堅を召しだしている（『三国志』呉志「孫破虜討逆伝」）。
その後南陽の趙弘を、司馬の張超・荊州刺史徐璆・南陽太守秦頡らと共に長期間の包囲戦の後に下し、さらに逃亡して宛に拠った韓忠を降参させ斬り、その残党の孫夏も滅ぼした。
185年に右車騎将軍・光禄大夫・銭塘侯に封じられ特進の位も得て、食邑五千を加増された。母の喪に服し辞任するが再び中央に召され、将作大匠・少府・太僕と歴任する。
黄巾の残党が各地で蜂起し、その一人である張燕は一時朝廷に降伏していたが、後に反旗を翻し洛陽を脅かした。朱儁は河内太守に転出し、賊を退却させると再び光禄大夫に任命され、城門校尉・河南尹に転任した。
董卓が洛陽に入り朝廷を左右するようになると、董卓は朱儁を表面的には優遇したが、内心では嫌っていた。朱儁もまた董卓の専横を良しとせず、遷都の計画にも反対した。董卓は太僕として朱儁を手元に置こうとしたが、朱儁はこれを拒絶した。
董卓が長安へ行き朱儁が洛陽へ留め置かれると、山東の反董卓勢力と連絡を取り内応を約束するが、董卓に襲われることを恐れて荊州の劉表を頼って出奔する。後に兵士を率いて洛陽へ戻り董卓が任命した河南尹の楊懿を追放したが、戦乱で荒れ果てていたため、中牟に移り、その地に駐屯した。朱儁は独自に董卓打倒の軍を起こそうと諸郡に働きかけ、徐州刺史の陶謙などがこれに呼応したが、董卓が洛陽に駐屯させた李傕と郭汜の軍を抜くことができなかった。
董卓が誅殺され李傕と郭汜が長安を支配すると、陶謙に太師になることを勧められ、さらに朱儁に味方する陶謙や孔融・応劭・徐璆・服虔・鄭玄達は連名して献帝を迎えることを上奏した。それに対し、李傕達は太尉周忠と尚書賈詡の計らいで朱儁を中央に招聘した。朱儁は天子の招聘を受けたら応じるのが臣下としての務めであること、また、李傕や郭汜達はつまらない人物であるから乗じる隙もあるだろうと考えそれに応じ、陶謙達と袂を分かち入朝した。
太僕となり、193年には太尉・録尚書事となった。日食により職を免じられたが、194年には驃騎将軍となった。関東に出鎮する途中、李傕達が内紛を起こし朝廷が乱れると、長安に留まることにし、大司農となった。李傕達の和睦を図るも郭汜に人質とされ、性格が剛直であったため憤り病を発し、同日病没した。
子の朱皓は豫章太守となり、先任の諸葛玄（諸葛亮の叔父）と争い、丁度孫策に敗れて豫章に逃れていた揚州刺史の劉繇と手を組んでこれを追放したが、独立を図った笮融に殺害された。『後漢書』によると才幹はある人物とされるが、『三国志』呉志「劉繇伝」が引く「献帝春秋」によると、人を疑うことをしない人物と許劭（許子将）に評価されていたという。別の子である朱符は交州刺史となったが、異民族の反乱により殺害された（『三国志』呉志「士燮」伝）。

## 三国志演義
『三国志演義』においても、黄巾の乱にて官軍の指揮官として登場する。義勇軍率いる劉備を指揮下に加え、劉備らに張宝を撃破するための助言をしているなど、優れた将軍として設定されている。最期は史実と同様、李傕達のために長安で憤死する。
一方、吉川英治版『三国志』は、董卓と同様に劉備を義勇軍と侮る傲慢な人物として描かれている。張宝討伐時には、劉備を囮部隊として最前線で戦わせるために、態度を一変させて官職の斡旋と、宦官に賄賂を送らなかった罪で収監された盧植の釈放を約束する。その後、李傕と郭汜の抗争の場面で再登場するが、この時は正史・演義に準拠した清廉な漢の忠臣となっている。李傕と郭汜の和解に失敗して一旦は捕らえられた後に釈放されるが、献帝を救うことが出来なかったことを恥じて、柱に頭を叩き付けて自ら命を絶つ。
なお、吉川三国志を基にした横山光輝の漫画『三国志』でも同様の描写だが、黄巾の乱平定後は登場しない。

## 小説
- 三国志名臣列伝 後漢篇　(宮城谷昌光、文藝春秋、2018年）

## 参考資料
- 狩野直禎「後漢書列伝六十一朱儁伝訳稿」『史窓』第58号、京都女子大学史学研究室、15-24頁、2001年2月10日。hdl:11173/694。.
- 後漢書/卷71（ウィキソース中国語版）